# 모하마드 호다반다
모하마드 호다반다(Mohammad Khodabanda 혹은 Mohammad Khodabandeh, 틀:Lang-fa, 1532 ~ 1596)는 사파비 왕조(Safavid dynasty) 제4대 샤(shah)이다. 1578년 즉위하였고 1587년 아들 아바스 1세(Abbas I)에게 찬탈당했다. 호다반다는 형제 이스마일 2세(Ismail II)의 뒤를 이었다. 타흐마스프 1세(Tahmasp I)와 투르코만(Turcoman) 어머니 술타눔 베굼 마우실루(Sultanum Begum Mawsillu) 사이에서 태어났다. 할아버지는 사파비제국 건국자 이스마일 1세(Ismail I)이다.
1576년 아버지가 사망하자 호다반다는 동생 이스마일 2세(Ismail II)에게 왕위를 빼앗겼다. 호다반다는 눈병이 걸려 거의 실명할 뻔했고, 그래서 페르시아 왕실 문화에서 왕위 쟁탈에 참여할 수 없었다. 그러나 이스마일 2세의 짧지만 피로 얼룩진 통치에 이어 호다반다는 유일한 계승자가 되었고, 키질바쉬(Qizilbash) 부족의 후원으로 1578년 샤가 되었다.
재임 중에는 왕권이 약화되었고 사파비 제국 중 두 번째 부족 내란의 일부로 발생했다. 호다반다 재위 초기 중요한 특징은 아내 카이르 알 니사 베굼(Khayr Al-Nisa Begum)이 남편의 통치를 보좌했다는 것이다. 그러나 키질바쉬 부족이 이에 저항했고, 1579년 카이르를 암살하였다. 호다반다는 고아한 취미를 지녔지만 허약했다고 평가된다. 따라서 호다반다 통치기에는 파벌주의가 특징이었으며, 주요 부족들은 호다반다의 아들과 후계자를 지지했다. 이러한 혼란으로 인해, 외국, 특히 오스만 제국(Ottoman Empire)의 영토 침공이 발생했으며, 1585년 옛 수도 타브리즈(Tabriz)가 함락됐다. 호다반다는 결국 아들 압바스 1세(Abbas I)의 쿠데타로 실각했다.

## 어린 시절
타브리즈(Tabriz)에서 솔탄 모하마드 미르자(Soltan-Mohammad Mirza)로서 태어났다. 1537년, 우즈벡인(Uzbek)에게 헤라트(Herat)를 수복한 직후, 4세인 그는 헤라트 총독(governor of Herat) 직을 받았다. 실권은 그의 라라(lala, 스승)이자 키질바쉬 아미르(Qizilbash amir) 무하마그 샤라프 알딘 오글리 타칼루(Muhammad Sharaf al-Din Oghli Takkalu)가 쥐었다. 타칼루는 1540년대 대공사를 담당했고, 관개 시설, 정원, 사원, 기타 공공 건물을 헤라트에 지었다. 이러한 노력은 샤 타흐마스프 1세의 인가를 충족시켰고, 도시에 솔탄 모하마드와 친한 시인, 화가, 서예가를 끌어들였다.
1572년, 솔탄 모하마드는 시라즈 총독(governor of Shiraz)에 임명되었다. 그는 헤라트에서 시인으로서 명성을 얻었다. 당시 시인들의 전기 작가 삼 미르자(Sam Mirza) 왕자에 의하면, 그는 교양이 높고 지능이 날카롭다고 전한다. 모하마드는 예술가와 애완동물 일행을 데리고 시라즈에 갔다. 시라즈는 15세기말에 철학 탐구의 중심이 되었고, 당시 채색화 사뷴의 중심지로도 알려졌다. 솔탄 모하마드는 동생 샤가 죽었을 때에 시라즈에 있었다.

## 첫 권력투쟁
1577년 11월 25일, 호다밤다의 동생이자 샤 이스마일 2세가 급사하였다. 평소 건강에 이상이 없었기에 어의는 샤가 독살되었다고 보았다. 대체로 이복여동생 파리 한 하눔(Pari Khan Khanum)이 샤가 자신에게 못되게 군 것에 대한 복수로, 하렘(harem)의 여주인의 도움을 받아 독살했다고 보았다. 이후 파리 한 하눔은 권위와 통제를 획득했다. 국가의 귀족, 부족장, 장교, 관료들은 그녀의 대리자가 지휘한 명령을 수행했고, 그녀의 명령에 따라 복무했다.
후계 문제를 해결하고자 키질바쉬 추장은 회의 후에 후계자를 임명하기로 결정했고, 파리 한 하눔에게 알렸다. 처음 이들은 이스마일2세의 8개월 아들 쇼자 알딘 모하마드 사파비(Shoja al-Din Mohammad Safavi)에게 물려주고 파리 한 하눔의 섭정을 결정했다. 그러나 키질바쉬 부족 간 권력 균형을 흔들 것을 우려하여 그대로 진행되진 않았다. 결국 내각은 모하마드 호다반다를 샤로 세우기로 결정했다.
호다반다는 나이가 많고 거의 실명 직전이었으며 취미에 빠진 인물이었기에 파리 한 하눔이 그의 즉위를 허락했다. 그녀는 호다반다의 나약함을 이용하여 정권을 장악했다. 그녀는 키질바쉬 부족과도 자신이 실권을 장악하고 이익을 장악하면서 호다반다는 명목상의 샤로 두기로 동의했다.
샤로 즉위하자, 사파비 귀족, 장교, 주(州) 총독니 파리 한 하눔으로부터 샤에게 축하사절을 보낼 허락을 구하였다. 파리 한 하눔의 영향력과 권위는 너무 커서 그녀의 분명한 허가 없이 감히 시라즈 방문을 하지 못했다. 샤 즉위
후, 호다반다의 아내이자 마흐드 에 올야(Mahd-e Olya)의 직책명으로 알려진 카이르 알 니사 베굼(Khayr al-Nisa Begum)은 통치를 했다. 카이르는 남편의 결점을 알고 있었고, 강직하지 못한 남편을 대신해 그녀는 실질적 통치자가 되기로 결심했다.
1578년 2월 12일, 호다반다와 카이르는 카즈빈(Qazvin) 교외로 들어갔다. 이로 인해 파리 한 하눔의 2개월 20일의 통치를 끝냈다. 파리 한 하눔은 여전히 실권자였지만 카이르와 지지자들의 세력과 대치히였다. 부부가 카즈빈에 오자 파리 한 하눔은 이들을 환대하고 퍼레이드를 열어주기도 했으며, 금실 가마에 앉았으며 4-5천명의 사설 호위병, 하렘의 사적 보조원, 궁정 시중이 호위했다. 그러나 파리 한 하눔은 이날 카이르의 지시에 의해 할릴 한 아프샤르(Khalil Khan Afshar)에게 목을 졸려 사망했다.
카이르는 이란을 통치하였고 큰아들 함자 미르자(Hamza Mirza)에게 경력을 전수하였다. 작은 아들 압바스 미르자(Abbas Mirza)에게 관심을 덜 줬지만, 그는 이후 샤 압바스 1세(Abbas I)가 된다. 그러나 카이르는 키질바쉬 부족에게 적개심을 불러일으켰고, 이들은 샤에게 카이르를 권좌에서 내릴 것을 요청했다. 카이르가 이들의 요청을 승인하지 않자, 1579년 7월 26일, 키질바쉬 공모자들이 하렘으로 들어가 목을 졸라 카이르를 죽였다.

## 후계 갈등
키질바쉬 당파는 이란을 점차 지배해 갔다. 1583년 이들은 샤를 압박하여 고관 미르자 살만(Mirza Salman)을 처형하도록 했다. 함자 미르자(Hamza Mirza)는 국가의 통제를 장악하였지만, 1586년 12월 6일 그 역시 배후를 알 수 없는 이들에게 살해되었다.

## 외부의 위협

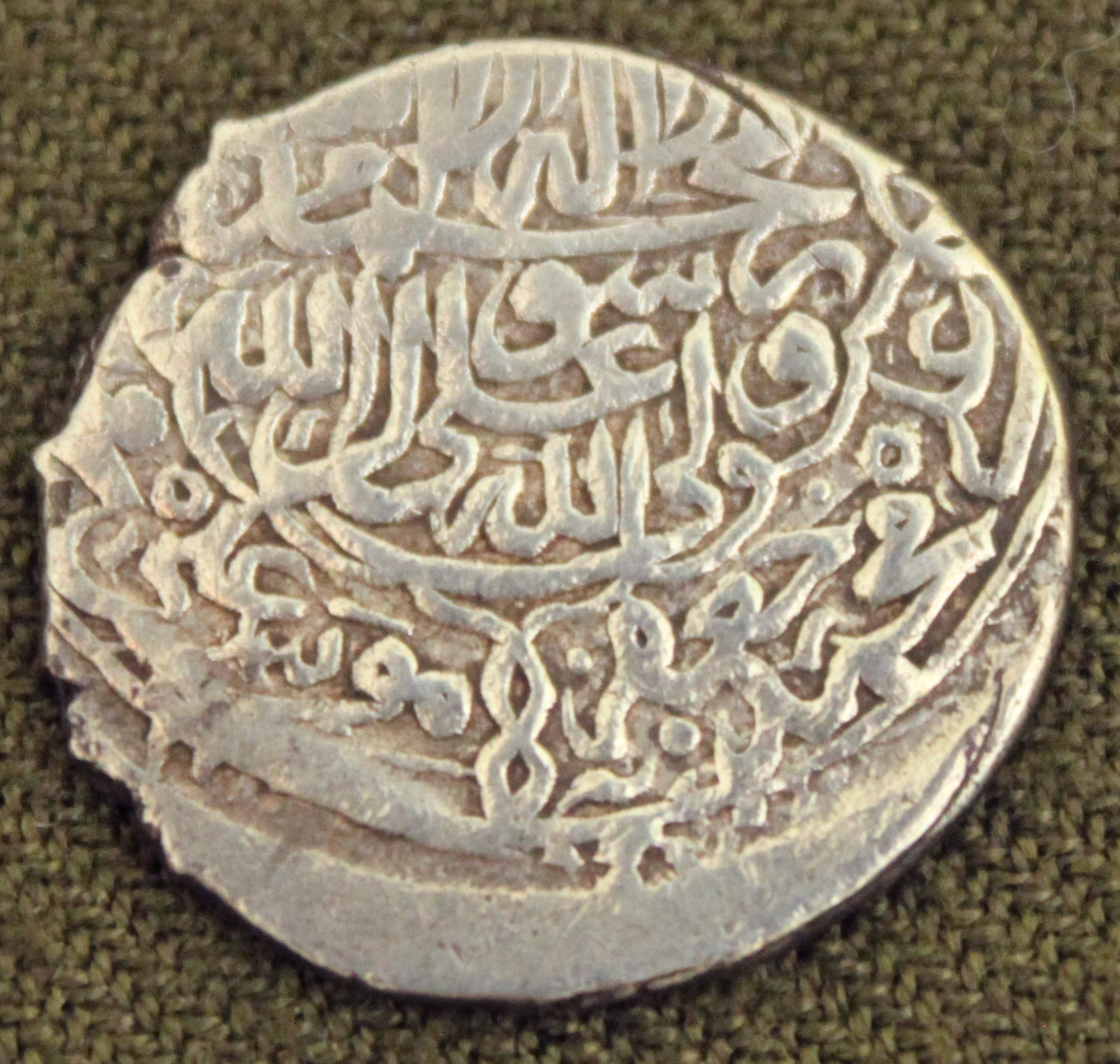
모하마드 호다반다 통치 시기 주조된 동전

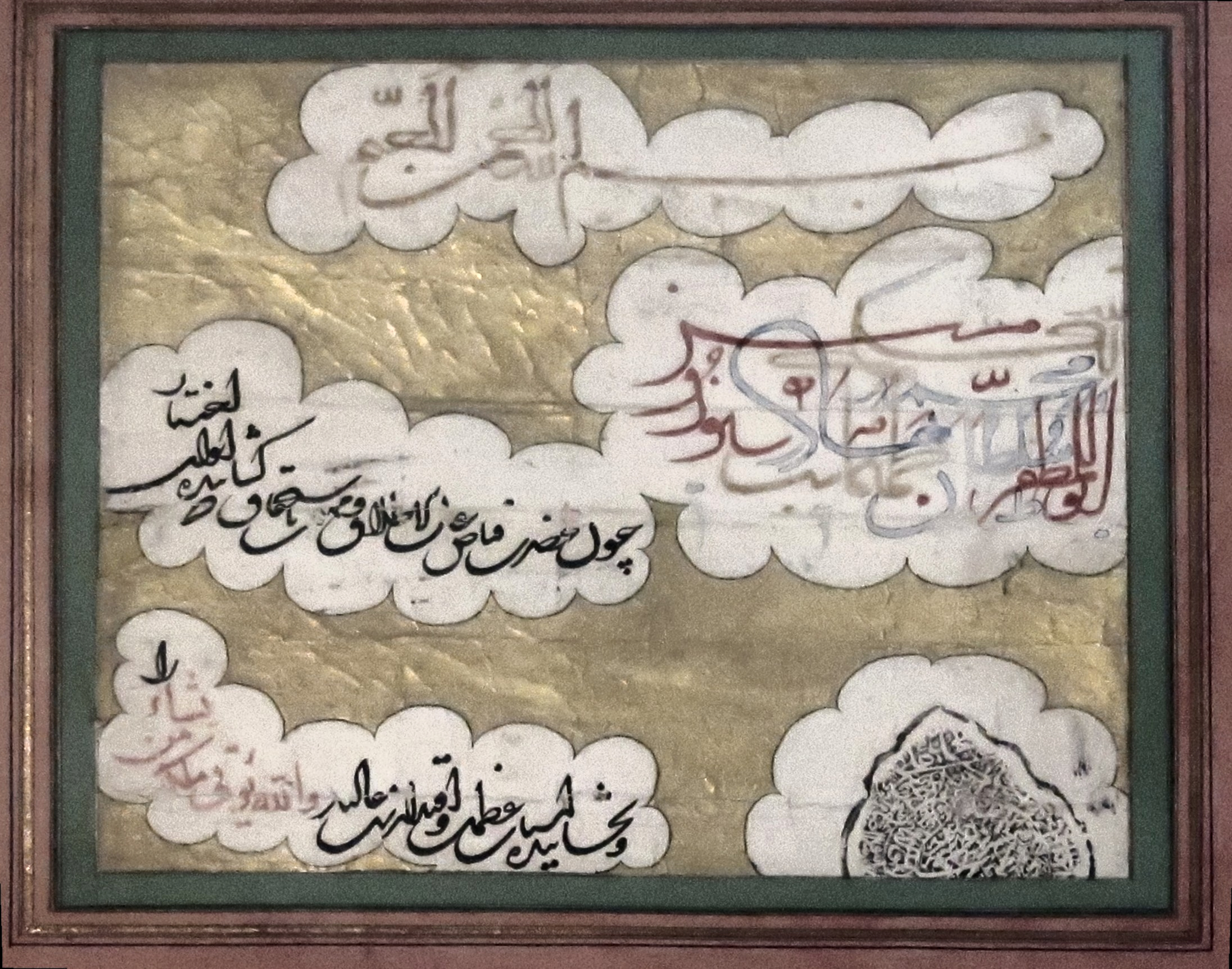
모하마드 호다반다의 서명

외국 세력이 이란 조정 내 파벌 싸움을 이용했다. 우즈벡인(Uzbek)들은 마쉬하드 총독(governor of Mashhad)에게 격퇴당하기 전에 이란 동북부를 침공하고자 했다. 호다반다 재위 중 가장 중요한 사건은 오스만 제국(Ottoman Empire)과의 전쟁이었다. 1578년, 오스만 술탄(sultan) 무라드 3세(Murad III)는 사파비 이란을 시작했고, 이 전쟁은 1590년까지 이어졌다. 첫 공격에서, 술탄의 고위 관료 랄라 무스타파 파샤(Lala Mustafa Pasha)는 조지아(Georgia)와 쉬르반(Shirvan) 등의 영토를 침공했다. 쉬르반은 1578년 여름 끝 이전에 함락되었고, 이를 통해 오스만인은 카스피해(Caspian Sea) 서안 전역을 통치했으며, 현재 아르메니아(Armenia)와 아제르바이잔(Azerbaijan)의 중심 지역을 공격하는 경로를 열었으며, 1579년 아딜 기라이 한(Adil Giray Khan)이 주도하는 크림 타타르(Crimean Tatar)에게 공격받았지만, 미르자 살만 자비리(Mirza Salman Jabiri)와 함자 미르자(Hamza Mirza)의 반격에 함락되었고, 당시 사파비 수도 카즈빈에서 처형되었다. 오스만 파샤(Osman Pasha)와 페르하트 파샤(Ferhat Pasha)가 지휘하는 다른 오스만 군대는 이란을 가로질러 갔고, 1585년 타브리즈를 함락했다. 호다반다는 함자 미르자를 보내어 오스만과 싸우게 했지만, 함자 미르자는 이 원정에서 죽었고, 도시는 20년동안 오스만의 손에 떨어졌다.

## 통치말기
우즈벡인들이 호라산(Khorasan) 대규모 침공을 주도하자, 우스타일루(Ustajlu) 키질바쉬 리더 무르시드 쿨리 한(Murshid Quli Khan)은 샤를 전복시키고 호다반다의 아들이자 무르시드의 피후견인 압바스 미르바를 세우기로 결심하였다. 무르시드와 압바스는 카즈빈으로 갔다. 이곳에서 1587년 10월에 이란의 새로운 샤로 선포되었다. 호다반다는 쿠데타에 반격하지 않았고 자신의 폐위를 인정했다.

## 말년
수도애 잠시 살았지만 알라무트(Alamut) 감옥으로 유배되었다. 이스칸다르 벡 문쉬(Iskandar Beg Munshi)는 그가 1595년 7월 21일과 1596년 7월 10일 사이에 카즈빈에서 사망하였다고 기록하였다.

## 미술과 문화
호다반다는 파흐미(Fahmi)라는 필명으로 시를 쓴 시인이기도 했다.

## 같이 보기
- 사파비 왕조
- 사파비 제국

| 전임 이스마일 2세 | 사파비 왕조의 황제 1578년 ~ 1587년 | 후임 압바스 1세 |

## 참고문헌
- Newman, Andrew J. (2008). 《Safavid Iran: Rebirth of a Persian Empire》. I.B.Tauris. 1–281쪽. ISBN 9780857716613.
- Babaie, Sussan (2004). 《Slaves of the Shah: New Elites of Safavid Iran》. I.B.Tauris. 1–218쪽. ISBN 9781860647215.
- Roemer, H.R. (1986). 〈The Safavid period〉. 《The Cambridge History of Iran, Volume 6: The Timurid and Safavid periods》. Cambridge: Cambridge University Press. 189–351쪽. ISBN 9780521200943.
- Sicker, Martin (2001). 《The Islamic World in Decline: From the Treaty of Karlowitz to the Disintegration of the Ottoman Empire》. Greenwood Publishing Group. ISBN 027596891X.
- Parsadust, Manuchehr (2009). 〈PARIḴĀN ḴĀNOM〉. 《Encyclopaedia Iranica》.